# Betoñu
Betoñu (castellà Betoño) és un poble (concejo) de la Zona Rural Est de Vitòria, al territori històric d'Àlaba.

## Geografia

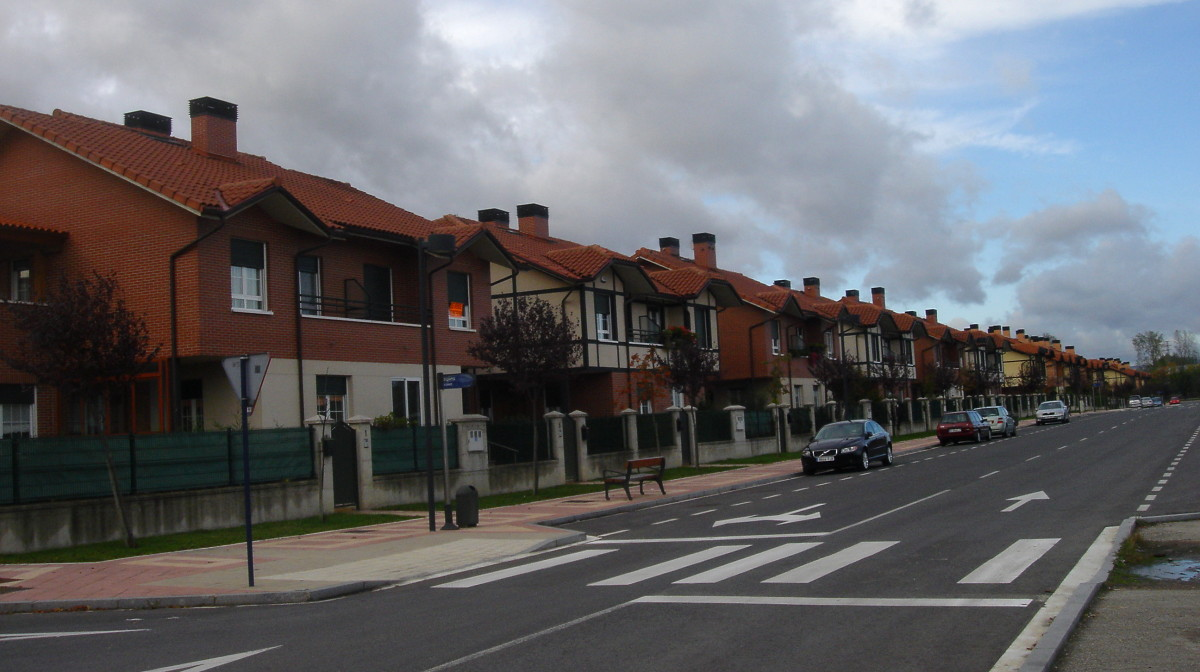
habitatges unifamilars.

Situat al nord-est del municipi, a 511 msnm, enclavat al polígon industrial de Betoñu que ha ocupat tot el seu terme municipal.

## Demografia
Té una població de 522 habitants. L'any 2010 tenia 498 habitants.
| 2000 | 2001 | 2002 | 2003 | 2004 | 2005 | 2006 | 2007 |
| ---- | ---- | ---- | ---- | ---- | ---- | ---- | ---- |
| 379  | 405  | 418  | 403  | 398  | 463  | 501  | 522  |

## Història
Un dels 43 llogarets que s'uniren a Vitòria en diferents temps i ocasions i que en segregar-se en 1840 la Quadrilla d'Añana va romandre en la Quadrilla de Vitoria.

## Patrimoni Monumental
A la vila hi ha l'església parroquial de San Esteban, del segle xvi, que conserva unes interessants pintures murals d'aquella època.